# Sean O'Malley (arts martiaux)
Pour les articles homonymes, voir Sean O'Malley et O'Malley.
Sean Daniel O'Malley, né le 24 Octobre 1994 à Helena (Montana), est un pratiquant américain d'arts martiaux mixtes (MMA). Surnommé Sugar, il combat actuellement dans la division des poids coqs de l’Ultimate Fighting Championship (UFC). Il a également combattu dans la division des poids mouches. Il est devenu champion en août 2023 en battant le champion Aljamain Sterling par TKO lors de l'UFC 292 (en). En septembre 2024, il perd son titre des poids coqs face au géorgien Merab Dvalishvili lors de l’UFC 306.

## Carrière dans les arts martiaux mixtes

### Débuts en MMA (2015-2017)
Sean O'Malley s'entraîne à Glendale, en Arizona, au MMA Lab dirigé par l'entraîneur John Crouch. Il est entraîné par son ami de longue date, Tim Welch. Il a reçu le surnom de Sugar par l'un de ses entraîneurs en arts martiaux mixtes au Montana au début de sa carrière. Lorsque Sean O'Malley a demandé pourquoi ce surnom avait été choisi, son entraîneur a répondu : « Parce que tu es adorable à regarder ». Sean O'Malley a combattu ses cinq premiers combats de sa carrière dans son État de naissance, avant de partir combattre dans le Dakota du Nord.
Le 6 mars 2015, Sean O'Malley affronte l'Américain Josh Reyes à Great Falls, dans le Montana, et remporte le combat par KO technique,. Le 3 juillet 2015, il affronte l'Américain Shane Sargent à Choteau, dans le Montana, et remporte le combat par KO,. Le 21 août 2015, il affronte l'Américain Omar Avelar à Great Falls, dans le Montana, et remporte le combat par soumission,. Le 7 novembre 2015, il affronte l'Américain Mark Coates à Helena, dans le Montana, et remporte le combat par décision unanime,. Le 21 octobre 2016, il affronte l'Américain Tycen Lynn à Great Falls, dans le Montana, et remporte le combat par KO,. Le 18 mars 2017, il affronte l'Équatorien Irvin Veloz à New Town, dans le Dakota du Nord, et remporte le combat par KO,. Le 5 mai 2017, il affronte l'Américain David Nuzzo à Phoenix, dans l'Arizona, et remporte le combat par KO,,. Le 18 juillet 2017, il affronte l'Américain Alfred Khashakyan à Las Vegas, dans le Nevada, et remporte le combat par KO,,. Le 1er décembre 2017, il affronte l'Américain Terrion Ware à Las Vegas, dans le Nevada, et remporte le combat par décision unanime,,,.

### Ultimate Fighting Championship (depuis 2018)
Le 3 mars 2018, il affronte l'Américain Andre Soukhamthath à Las Vegas, dans le Nevada, et remporte le combat par décision unanime,,,. Sa prestation est désignée Combat de la soirée. Le 7 mars 2020, il affronte le Mexicain José Alberto Quiñónez à Las Vegas, dans le Nevada, et remporte le combat par KO technique,,. Sa prestation est désignée Performance de la soirée. Le 6 juin 2020, il affronte l'Américain Eddie Wineland à Las Vegas, dans le Nevada, et remporte le combat par KO,,,. Sa prestation est désignée Performance de la soirée. Le 15 août 2020, il affronte l'Équatorien Marlon Vera à Las Vegas, dans le Nevada, et perd le combat par KO technique,,. Le 27 mars 2021, il affronte le Brésilien Thomas Almeida à Las Vegas, dans le Nevada, et remporte le combat par KO,,,. Sa prestation est désignée Performance de la soirée. Le 10 juillet 2021, il affronte l'Américain Kris Moutinho à Las Vegas, dans le Nevada, et remporte le combat par KO technique,,,. Sa prestation est désignée Combat de la soirée.

## Vie privée
La grand-mère de Sean O'Malley est irlandaise.
Avec son ami et entraîneur Tim Welch, Sean O'Malley est co-animateur de leur propre podcast appelé le Timbo Sugarshow.
Il suivait auparavant un régime végétalien, mais a depuis peu recommencé à incorporer de la viande dans ce qu'il mange.
Sean O'Malley est un défenseur de la légalisation de la marijuana aux États-Unis.

## Palmarès

### Distinctions
- Ultimate Fighting Championship (UFC)
  - Combat de la soirée (× 2) : face à Andre Soukhamthath et Kris Moutinho.
  - Performance de la soirée (× 3) : face à José Alberto Quiñónez, Eddie Wineland et Thomas Almeida[51],[52],[53].

### Palmarès en arts martiaux mixtes
| 22 combats     | 18 victoires | 3 défaites |
| Par KO         | 12           | 1          |
| Par soumission | 1            | 1          |
| Sur décision   | 5            | 1          |
| Sans décision  | 1            | 1          |

| Résultat      | Record   | Adversaire            | Méthode                                         | Événement                                        | Date              | Round | Temps | Lieu                                  | Notes                                                                |
| ------------- | -------- | --------------------- | ----------------------------------------------- | ------------------------------------------------ | ----------------- | ----- | ----- | ------------------------------------- | -------------------------------------------------------------------- |
| Défaite       | 18-3 (1) | Merab Dvalishvili     | Soumission (étranglement nord-sud)              | UFC 316 : Dvalishvili contre O'Malley 2          | 7 juin 2025       | 3     | 4:42  | Newark, New Jersey, États-Unis        | Pour le titre des poids coqs de l’UFC.                               |
| Défaite       | 18-2 (1) | Merab Dvalishvili     | Décision unanime                                | UFC 306                                          | 14 septembre 2024 | 5     | 5:00  | Sphère, Las Vegas, Nevada, États-Unis | Perd le titre des poids coqs de l’UFC.                               |
| Victoire      | 18-1 (1) | Marlon Vera           | Décision unanime                                | UFC 299: O’Malley vs. Vera II                    | 9 mars 2024       | 5     | 5:00  | Miami, Floride, États-Unis            | Défend le titre des poids coqs de l’UFC.                             |
| Victoire      | 17-1 (1) | Aljamain Sterling     | TKO (coups de poing)                            | UFC 292: Sterling vs. O'Malley                   | 20 août 2023      | 2     | 0:51  | Boston, Massachusetts, États-Unis     | Remporte le titre des poids coqs de l'UFC. Performance de la soirée. |
| Victoire      | 16-1 (1) | Petr Yan              | Décision partagée                               | UFC 280: Oliveira vs. Makhachev                  | 22 octobre 2022   | 3     | 5:00  | Abou Dabi, Émirats arabes unis        |                                                                      |
| Sans décision | 15-1 (1) | Pedro Munhoz          | Combat interrompu (doigt dans l'œil accidentel) | UFC 276: Adesanya vs. Cannonier                  | 2 juillet 2022    | 2     | 3:09  | Las Vegas, Nevada, États-Unis         |                                                                      |
| Victoire      | 15-1     | Raulian Paiva         | TKO (coup de poing)                             | UFC 269: Oliveira vs. Poirier                    | 11 décembre 2021  | 1     | 4:42  | Las Vegas, Nevada, États-Unis         |                                                                      |
| Victoire      | 14-1     | Kris Moutinho         | TKO (coups de poing)                            | UFC 264: Poirier vs. McGregor 3                  | 10 juillet 2021   | 3     | 4:33  | Las Vegas, Nevada, États-Unis         |                                                                      |
| Victoire      | 13-1     | Thomas Almeida        | KO (coup de poing)                              | UFC 260: Miocic vs. Ngannou 2                    | 27 mars 2021      | 3     | 3:52  | Las Vegas, Nevada, États-Unis         |                                                                      |
| Défaite       | 12-1     | Marlon Vera           | TKO (coups de coude au sol)                     | UFC 252: Miocic vs. Cormier 3                    | 15 août 2020      | 1     | 4:40  | Las Vegas, Nevada, États-Unis         |                                                                      |
| Victoire      | 12-0     | Eddie Wineland        | KO (coup de poing)                              | UFC 250: Nunes vs. Spencer                       | 6 juin 2020       | 1     | 1:54  | Las Vegas, Nevada, États-Unis         | Performance de la soirée.                                            |
| Victoire      | 11-0     | José Alberto Quiñónez | TKO (coup de pied à la tête et coups de poing)  | UFC 248: Adesanya vs. Romero                     | 7 mars 2020       | 1     | 2:02  | Las Vegas, Nevada, États-Unis         | Performance de la soirée.                                            |
| Victoire      | 10-0     | Andre Soukhamthath    | Décision unanime                                | UFC 222: Cyborg vs. Kunitskaya                   | 3 mars 2018       | 3     | 5:00  | Las Vegas, Nevada, États-Unis         | Combat de la soirée.                                                 |
| Victoire      | 9-0      | Terrion Ware          | Décision unanime                                | The Ultimate Fighter 26 Finale                   | 1er décembre 2017 | 3     | 5:00  | Las Vegas, Nevada, États-Unis         |                                                                      |
| Victoire      | 8-0      | Alfred Khashakyan     | KO (coup de poing)                              | Dana White's Contender Series 2                  | 18 juillet 2017   | 1     | 4:14  | Las Vegas, Nevada, États-Unis         |                                                                      |
| Victoire      | 7-0      | David Nuzzo           | KO (coup de pied en crochet tournant)           | Legacy Fighting Alliance 11: Frincu vs. Mendonça | 5 mai 2017        | 1     | 2:15  | Phoenix, Arizona, États-Unis          |                                                                      |
| Victoire      | 6-0      | Irvin Veloz           | KO (coup de poing)                              | EB: Beatdown 20                                  | 18 mars 2017      | 1     | 2:34  | New Town, Dakota du Nord, États-Unis  |                                                                      |
| Victoire      | 5-0      | Tycen Lynn            | KO (coup de pied à la tête)                     | Intense Championship Fighting 26                 | 21 octobre 2016   | 2     | 2:57  | Great Falls, Montana, États-Unis      | Retour en poids coqs.                                                |
| Victoire      | 4-0      | Mark Coates           | Décision unanime                                | Intense Championship Fighting 23                 | 7 novembre 2015   | 3     | 5:00  | Helena, Montana, États-Unis           | Début en poids mouches.                                              |
| Victoire      | 3-0      | Omar Avelar           | Soumission (étranglement arrière)               | Intense Championship Fighting 20                 | 21 août 2015      | 1     | 2:55  | Great Falls, Montana, États-Unis      |                                                                      |
| Victoire      | 2-0      | Shane Sargent         | KO (coup de poing)                              | Intense Championship Fighting 19                 | 3 juillet 2015    | 1     | 2:03  | Choteau, Montana, États-Unis          |                                                                      |
| Victoire      | 1-0      | Josh Reyes            | TKO (coups de poing)                            | Intense Championship Fighting 17                 | 6 mars 2015       | 1     | 1:33  | Great Falls, Montana, États-Unis      | Début en poids coqs.                                                 |